# Conjure One (álbum)
Conjure One es el debut titulado con el mismo nombre del grupo canadiense de música electrónica Conjure One, liderado por Rhys Fulber. El álbum fue publicado en septiembre del 2002.

## Canciones
| N.º | Título                                                                                        | Escritor(es)                                  | Duración |  |
| 1.  | «Damascus» (con Chemda)                                                                       | Fulber, Chemda Khalili                        | 2:02     |  |
| 2.  | «Center of the sun» (con Poe)                                                                 |                                               |          |  |
| 3.  | «Tears from the moon» (con Sinéad O'Connor)                                                   | Rick Nowels, Billy Steinberg, Kyoko Baertsoen | 4:17     |  |
| 4.  | «Tidal pool» (con Chemda)                                                                     | Fulber                                        |          |  |
| 5.  | «Manic star» (con Marie-Claire D'Ubaldo y voces adicionales de Joanna Stevens de Solar Twins) | Fulber, Steinberg, Marie-Claire D'Ubaldo      | 5:23     |  |
| 6.  | «Years» (con Chemda)                                                                          | Fulber, Chris Elliott                         | 6:21     |  |
| 7.  | «Make a wish» (con Poe)                                                                       | Fulber, Poe                                   | 4:32     |  |
| 8.  | «Pandora» (voz adicional por Mel Garside)                                                     | Fulber                                        | 5:02     |  |
| 9.  | «Sleep» (con Marie-Claire D'Ubaldo)                                                           | Steinberg, Nowels, D'Ubaldo                   | 5:00     |  |
| 10. | «Premonition (reprise)» (con Jeff Martin y voz adicional por Joanna Stevens)                  | Fulber, Elliott                               | 3:02     |  |

### Canciones adicionales
Nettwerk publicó el álbum en Canadá y Europa (fuera de UK) con dos canciones adicionales.
| álbum en Canadá y Europa (no UK) |                                                      |                             |          |  |
| N.º                              | Título                                               | Escritor(es)                | Duración |  |
| 1.                               | «Sleep (Serenity Remix)» (con Marie-Claire D'Ubaldo) | Steinberg, Nowels, D'Ubaldo |          |  |
| 2.                               | «Premonition» (con Chemda en arábico)                | Fulber, Khalili             | 5:44     |  |

### Canciones adicionales deiTunes
La edición de iTunes incluye canciones en vivo, grabadas de la gira Delirium en la que colaboró Conjure One.
| Canciones en vivo: gira Delirium |                                                      |                                               |          |  |
| N.º                              | Título                                               | Escritor(es)                                  | Duración |  |
| 1.                               | «Sleep» (en directo desde Montreal)                  | Steinberg, Nowels, D'Ubaldo                   |          |  |
| 2.                               | «Tears from the moon» (en directo)                   | Rick Nowels, Billy Steinberg, Kyoko Baertsoen |          |  |
| 3.                               | «Redemtion» (en directo desde San Diego, California) | Fulber, Khalili                               |          |  |

### CD adicionales
Ediciones limitadas del álbum incluían un segundo disco. El contenido del disco varía con cada región.

#### Norteamérica
| Segundo CD Norte Amércica |                                                             |          |  |
| N.º                       | Título                                                      | Duración |  |
| 1.                        | «Tears from the Moon» (Hybrid's Twisted on the Terrace mix) |          |  |
| 2.                        | «Tears from the Moon» (Robbie Rivera mix)                   |          |  |

#### Europa
| Segundo CD Europa |                                                             |          |  |
| N.º               | Título                                                      | Duración |  |
| 1.                | «Tears from the Moon» (Hybrid's Twisted on the Terrace mix) |          |  |
| 2.                | «Tears from the Moon» (Tiësto In Search of Sunrise mix)     |          |  |
| 3.                | «Sleep» (Solar Stone Afterhours mix)                        |          |  |

## Sencillos
Cada sencillo fue publicado en 12" y en CD incluyendo un número de remezclas que vienen listados a continuación.

### "Redemption" (2001)
Solo 12".
- Max Graham's Dead Sea mix
- Álbum version

### "Sleep" (2002)
12" y CD singles.
- Album version
- Max Graham mix
- Ian Van Dahl mix
- Angel Alanis & Smitty mix
- Solar Stone's Afterhours mix

### "Tears from the Moon" (2002)
12" y CD singles.
- Album version
- Tiësto's In Search of Sunrise mix
- Hybrid's Twisted on the Terrace mix
- Hybrid's Twisted on the Terrace dub
- Hybrid's Twisted on the Terrace V2
- Robbie Rivera mix
- Carmen Rizzo Stateside West Chillout mix

también fueron publicados como dobles caras A. "Tears from the moon" fue tocada en televisión, en el programa Embrujadas, y la canción "Carmen Rizzo Stateside West Chillout Mix" fue cantada en la banda sonora de Lara Croft Tomb Raider: La cuna de la vida

### "Center of the Sun" (2003)
"Center of the Sun" aparece en la película X-men 2.
12" y CD singles.
- Pete Lorimer - 29 Palms Remix (Edit)
- Album Version
- Junkie XL Remix
- Pete Lorimer - 29 Palms Remix
- Solarstone's Chilled-Out Remix

## Personal
- Alex "Condor" Aligizakis – Edición digital
- Sean Ashby – Pedal Steel
- Curt Bisquera – Percusión
- Zach Blackstone – Asistente ingeniero
- Blair Calibaba – Ingeniero
- Greg Collins – Edición digital
- Marie Claire D'Ubaldo – Voces
- Chris Elliott – Piano, Conductor, Arreglos de cuerdas, Piano (Grand)
- Rhys Fulber – Programación, Productor
- Chris Garcia – Ingeniero
- Melanie Garside – Vocez, Title
- Olaf Heine – Fotografía
- Ted Jensen – Mezclador
- Mark Jowett – A&R
- Junkie XL – Guitarra, Teclados, Programación, Productor, Ingeniero, Mezclador
- Mike Landolt – Ingeniero
- Ralph Morrison – Violín
- Jamie Muhoberac – Teclados, Voces
- Rick Nowels – Guitarra (Acústica), Guitarra (Electrónica), Teclados, *Productor, Chamberlin
- Sinéad O'Connor – Voces
- Tim Pierce – Guitarra
- Mike Plotnikoff – Ingeniero, Mezclas
- Greg Reely – Mezclas
- Brian Reeves – Mezclas
- Carmen Rizzo – Programación, Edición digital, Mezclas
- John Rummen – Diseño de la carátula
- Paul Silveira – Edición digital
- Ashwin Sood – Percusión, Batería
- Joanna Stevens – Voz
- Graeme Stewart – Ingeniero
- Orquesta Sinfónica de Vancouver – Cuerdas
- Randy Wine – Ingeniero

## Clasificación
Sencillos - Billboard (Norteamérica)
| Año  | Sencillo              | Listas                    | Posición |
| ---- | --------------------- | ------------------------- | -------- |
| 2002 | "Sleep"               | Hot Dance Music/Club Play | 14       |
| 2002 | "Tears from the Moon" | Hot Dance Music/Club Play | 3        |
| 2003 | "Center of the Sun"   | Hot Dance Music/Club Play | 3        |

## Curiosidades
- Sandra Cretu grabó una versión de "Sleep" llamada "Casino Royal" y puede ser escuchada en su último álbum The Art Of Love
- La cantante polaca Edyta Górniak también grabó una versión de "Sleep".
- "Tears from the Moon" fue la canción de apertura de un capítulo de Embrujadas.
- "Tears From The Moon" es utilizado para dos anuncios de televisión de Dorna Mineral Water en Rumania y Eslovaquia.